# Ivoire (couleur)
Pour les articles homonymes, voir Ivoire (homonymie).

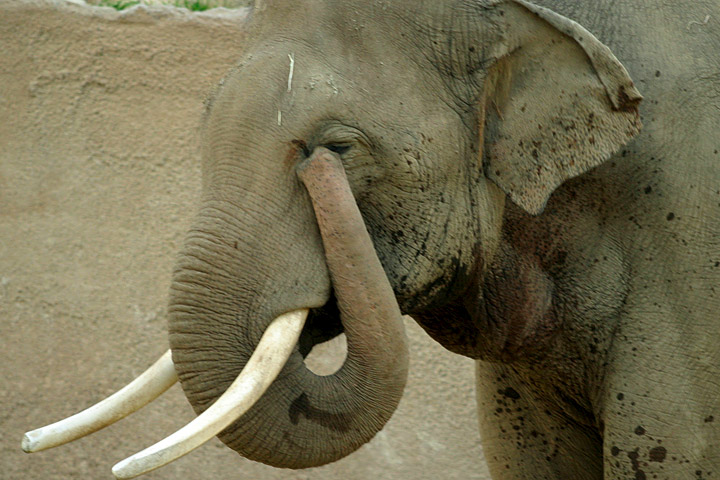
Lightmatter elephanttrunk.
trompe d'éléphant

Ivoire est un nom de couleur d'usage général pour désigner un blanc crémeux, autrement dit un blanc cassé avec une légère coloration jaunâtre, d'après la couleur de l'ivoire.
La norme française AFNOR X08-010 « Classification méthodique générale des couleurs » (annulée le 30 août 2014) délimitait les teintes à désigner comme « ivoire » : les couleurs de clarté élevée, faiblement colorées, situées entre le jaune-vert et le jaune, soit une longueur d'onde dominante dans le vide entre 573 et 579 nanomètres.
| longueur d'onde  | 573 | 575 | 577 | 579 |
| ---------------- | --- | --- | --- | --- |
| Y = 80% p = 25%. |     |     |     |     |
| Y = 90% p = 10%. |     |     |     |     |

Le nuancier RAL indique RAL 1014 ivoire et RAL 1015 ivoire.
Les applications HTML associent au mot-clé de couleur « ivory » (ivoire) la teinte blanchâtre#fffff0.
Dans les nuanciers commerciaux, on trouve, en encres et peintures pour les arts graphiques 057 ivoire ; en papier de couleur 111 ivoire ; en peinture pour la décoration ivoirine ; en fil à broder 3823 ivoire.
Le Répertoire de couleurs de la Société des chrysanthémistes publié en 1905 présente quatre teintes de Blanc crème, citant Blanc d'ivoire comme synonyme français.

## Usage
Littérairement, l'expression « blancheur d'ivoire » s'utilise, en littérature, pour signifier « sans tache » en tant que symbole de pureté.
Ce nom de couleur est notamment utilisé pour décrire les carrosseries de véhicules, ainsi que les pièces de vêtement (communément pour les robes de mariage).